# Šubířov
Šubířov – gmina w Czechach, w powiecie Prościejów, w kraju ołomunieckim. Według danych z dnia 1 stycznia 2012 liczyła 252 mieszkańców.
Dzieli się dwie części:
- Šubířov
- Chobyně